# Eutomostethus ephippium
Eutomostethus ephippium (лат.) — вид перепончатокрылых из семейства настоящих пилильщиков.

## Описание
Имаго длиной всего 4—5 мм.

## Экология
Взрослые питаются нектаром и пыльцой одуванчика (Taraxacum officinale). Личинки пасутся на листьях злаков (Poaceae). Распространены на опушках лесов и полях.

## Подвиды
В виде различают 2 подвида:
- Eutomostethus ephippium ephippium (Panzer, 1798)
- Eutomostethus ephippium vopiscus (Konow, 1899) (син.: Tomostethus vopiscus Konow, 1899)

## Распространение
Встречаются в Евразии, Северной Африке и Северной Америке.

## Галерея

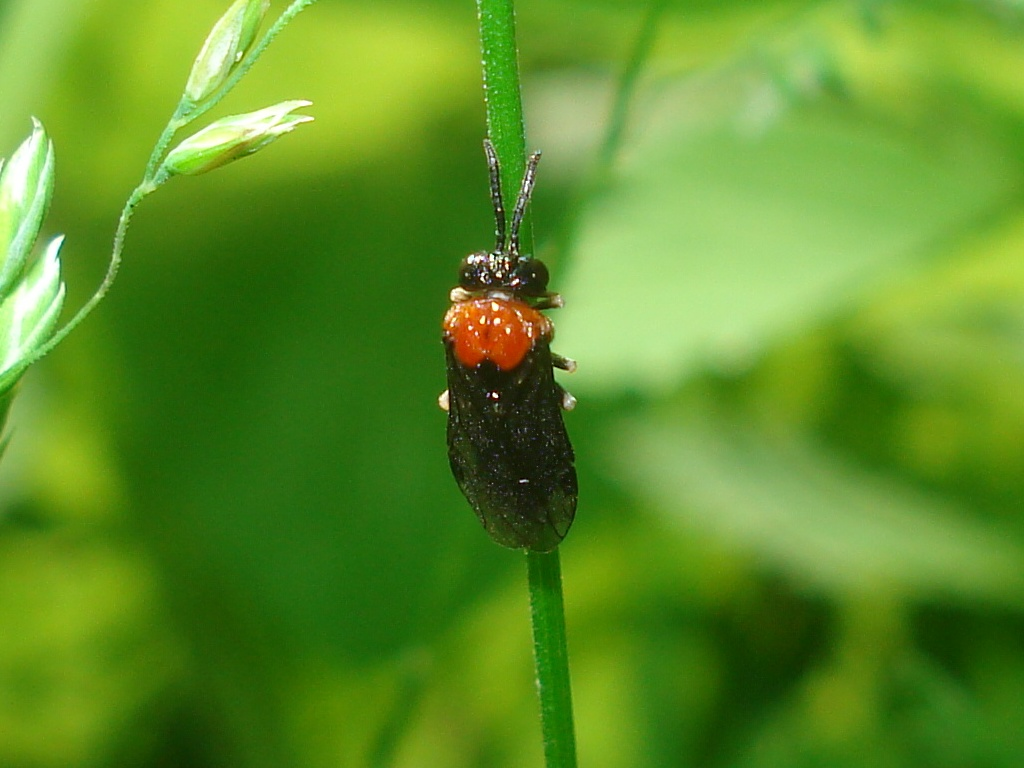
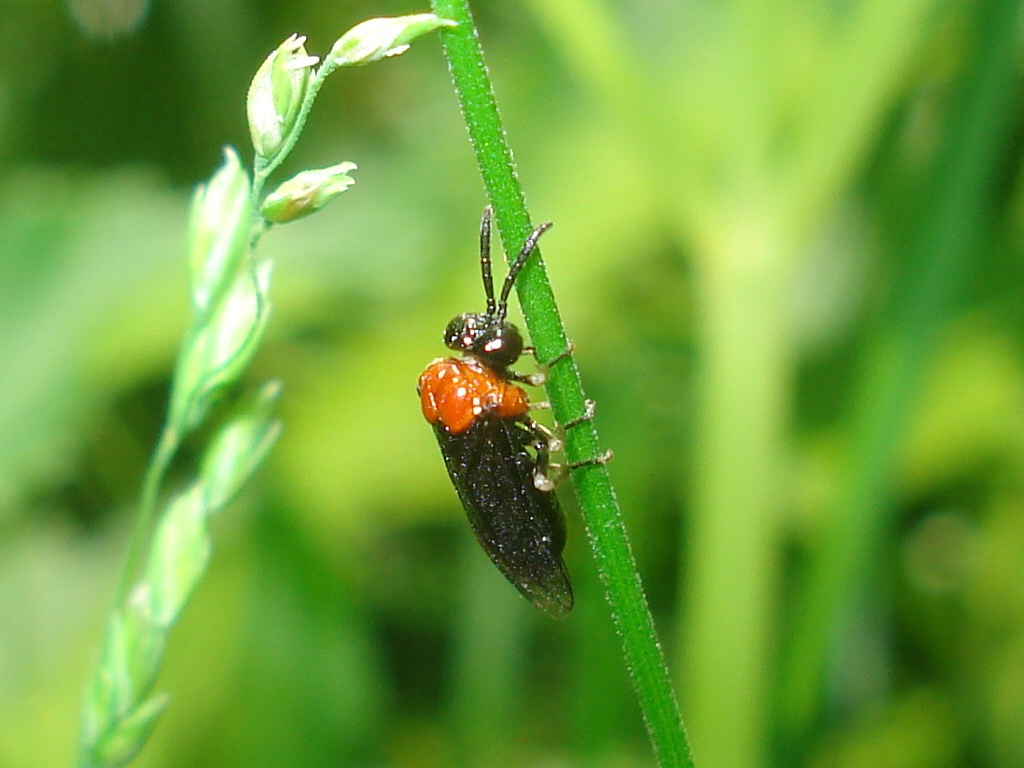